# Colombia Oro y Paz 2018
La Colombia Oro y Paz 2018, prima edizione della corsa, valevole come prova dell'UCI America Tour 2018 categoria 2.1, si è svolta in sei tappe dal 6 all'11 febbraio 2018 su un percorso di 947,4 km, con partenza da Palmira e arrivo a Manizales, in Colombia. La vittoria è stata appannaggio del colombiano Egan Bernal, che ha completato il percorso in 20h49'03" alla media di 45,493 km/h, precedendo i connazionali Nairo Quintana e Rigoberto Urán.
Al traguardo di Manizales 138 ciclisti, su 149 partiti da Palmira, hanno portato a termine la competizione.

## Tappe
| Tappa  | Data        | Percorso            | km    | Vincitore di tappa | Leader cl. generale |
| ------ | ----------- | ------------------- | ----- | ------------------ | ------------------- |
| 1ª     | 6 febbraio  | Palmira > Palmira   | 99,9  | Fernando Gaviria   | Fernando Gaviria    |
| 2ª     | 7 febbraio  | Palmira > Palmira   | 183,4 | Fernando Gaviria   | Fernando Gaviria    |
| 3ª     | 8 febbraio  | Palmira > Buga      | 163,2 | Fernando Gaviria   | Fernando Gaviria    |
| 4ª     | 9 febbraio  | Buga > El Tambo     | 149,5 | Julian Alaphilippe | Julian Alaphilippe  |
| 5ª     | 10 febbraio | Pereira > Salento   | 163,7 | Rigoberto Urán     | Nairo Quintana      |
| 6ª     | 11 febbraio | Armenia > Manizales | 187,7 | Dayer Quintana     | Egan Bernal         |
| Totale | Totale      | Totale              | 947,4 |                    |                     |

## Squadre e corridori partecipanti
| N.      | Cod. | Squadra                           |
| ------- | ---- | --------------------------------- |
| 1-6     | QST  | Quick-Step Floors                 |
| 11-16   | SKY  | Team Sky                          |
| 21-26   | EFD  | EF Education First-Drapac         |
| 31-36   | MOV  | Movistar Team                     |
| 41-46   | UHC  | UnitedHealthcare Pro Cycling Team |
| 51-56   | ANS  | Androni Giocattoli-Sidermec       |
| 61-66   | CCC  | CCC Sprandi Polkowice             |
| 71-76   | HCA  | Holowesko-Citadel                 |
| 81-86   | MZN  | Manzana Postobón Team             |
| 91-96   | EUS  | Euskadi Basque Country-Murias     |
| 101-106 | BRD  | Bardiani CSF                      |
| 111-116 | ICA  | Israel Cycling Academy            |
| 121-126 | BBH  | Burgos-BH                         |

| N.      | Cod. | Squadra                          |
| ------- | ---- | -------------------------------- |
| 131-136 | COL  | Colombia                         |
| 141-146 | ITA  | Italia                           |
| 151-156 | RUS  | Russia                           |
| 181-186 | TRE  | Trevigiani Phonix-Hemus 1896     |
| 191-196 | MED  | Medellín                         |
| 201-206 | BSM  | Bicicletas Strongman             |
| 211-216 | EPM  | EPM                              |
| 221-226 | CZS  | Coldeportes Zenú Sello Rojo      |
| 231-236 | GWS  | GW Shimano                       |
| 241-246 | AVF  | Agrupación Virgen de Fátima      |
| 251-256 | ILU  | Team Illuminate                  |
| 261-266 | EOP  | Equipo Continental Orgullo Paisa |

## Dettagli delle tappe

### 1ª tappa
- 6 febbraio: Palmira > Palmira – 99,9 km

Risultati
| Pos. | Corridore           | Squadra    | Tempo    |
| ---- | ------------------- | ---------- | -------- |
| 1    | Fernando Gaviria    | Quick-Step | 2h07'05" |
| 2    | Juan Seb. Molano    | Manzana    | s.t.     |
| 3    | Maximiliano Richeze | Quick-Step | s.t.     |

| Pos. | Corridore         | Squadra     | Tempo    |
| ---- | ----------------- | ----------- | -------- |
| 1    | Fernando Gaviria  | Quick-Step  | 2h06'55" |
| 2    | Miguel Á. Rubiano | Coldeportes | a 1"     |
| 3    | Juan Seb. Molano  | Manzana     | a 4"     |

### 2ª tappa
- 7 febbraio: Palmira > Palmira – 183,4 km

Risultati
| Pos. | Corridore        | Squadra    | Tempo    |
| ---- | ---------------- | ---------- | -------- |
| 1    | Fernando Gaviria | Quick-Step | 3h49'30" |
| 2    | Juan Seb. Molano | Manzana    | s.t.     |
| 3    | Matteo Malucelli | Androni    | s.t.     |

| Pos. | Corridore         | Squadra     | Tempo    |
| ---- | ----------------- | ----------- | -------- |
| 1    | Fernando Gaviria  | Quick-Step  | 5h56'12" |
| 2    | Juan Seb. Molano  | Manzana     | a 11"    |
| 3    | Miguel Á. Rubiano | Coldeportes | a 14"    |

### 3ª tappa
- 8 febbraio: Palmira > Buga – 163,2 km

Risultati
| Pos. | Corridore        | Squadra    | Tempo    |
| ---- | ---------------- | ---------- | -------- |
| 1    | Fernando Gaviria | Quick-Step | 3h30'05" |
| 2    | Matteo Malucelli | Androni    | s.t.     |
| 3    | Juan Seb. Molano | Manzana    | s.t.     |

| Pos. | Corridore        | Squadra    | Tempo    |
| ---- | ---------------- | ---------- | -------- |
| 1    | Fernando Gaviria | Quick-Step | 9h26'07" |
| 2    | Juan Seb. Molano | Manzana    | a 17"    |
| 3    | Matteo Malucelli | Androni    | a 23"    |

### 4ª tappa
- 9 febbraio: Buga > El Tambo – 149,5 km

Risultati
| Pos. | Corridore          | Squadra    | Tempo    |
| ---- | ------------------ | ---------- | -------- |
| 1    | Julian Alaphilippe | Quick-Step | 3h17'36" |
| 2    | Sergio Henao       | Sky        | s.t.     |
| 3    | Nairo Quintana     | Movistar   | s.t.     |

| Pos. | Corridore          | Squadra    | Tempo     |
| ---- | ------------------ | ---------- | --------- |
| 1    | Julian Alaphilippe | Quick-Step | 12h44'06" |
| 2    | Sergio Henao       | Sky        | a 4"      |
| 3    | Nairo Quintana     | Movistar   | a 6"      |

### 5ª tappa
- 10 febbraio: Pereira > Salento – 163,7 km

Risultati
| Pos. | Corridore      | Squadra     | Tempo    |
| ---- | -------------- | ----------- | -------- |
| 1    | Rigoberto Urán | Educ. First | 3h42'33" |
| 2    | Nairo Quintana | Movistar    | s.t.     |
| 3    | Egan Bernal    | Sky         | s.t.     |

| Pos. | Corridore      | Squadra     | Tempo     |
| ---- | -------------- | ----------- | --------- |
| 1    | Nairo Quintana | Movistar    | 16h26'39" |
| 2    | Rigoberto Urán | Educ. First | a 3"      |
| 3    | Sergio Henao   | Sky         | a 4"      |

### 6ª tappa
- 11 febbraio: Armenia > Manizales – 187,7 km

Risultati
| Pos. | Corridore       | Squadra  | Tempo    |
| ---- | --------------- | -------- | -------- |
| 1    | Dayer Quintana  | Movistar | 4h22'11" |
| 2    | Egan Bernal     | Sky      | a 10"    |
| 3    | Sebastián Henao | Sky      | s.t.     |

| Pos. | Corridore      | Squadra     | Tempo     |
| ---- | -------------- | ----------- | --------- |
| 1    | Egan Bernal    | Sky         | 20h49'03" |
| 2    | Nairo Quintana | Movistar    | a 8"      |
| 3    | Rigoberto Urán | Educ. First | a 11"     |

## Evoluzione delle classifiche
| Tappa              | Vincitore          | Classifica generale Maglia rosa | Classifica a punti Maglia blu | Classifica scalatori Maglia a pois | Classifica giovani Maglia bianca | Classifica a squadre           |
| ------------------ | ------------------ | ------------------------------- | ----------------------------- | ---------------------------------- | -------------------------------- | ------------------------------ |
| 1ª                 | Fernando Gaviria   | Fernando Gaviria                | Fernando Gaviria              | Miguel Ángel Rubiano               | Fernando Gaviria                 | Quick-Step Floors              |
| 2ª                 | Fernando Gaviria   | Fernando Gaviria                | Fernando Gaviria              | Miguel Ángel Rubiano               | Fernando Gaviria                 | Quick-Step Floors              |
| 3ª                 | Fernando Gaviria   | Fernando Gaviria                | Fernando Gaviria              | Miguel Ángel Rubiano               | Fernando Gaviria                 | Quick-Step Floors              |
| 4ª                 | Julian Alaphilippe | Julian Alaphilippe              | Fernando Gaviria              | Julian Alaphilippe                 | Egan Bernal                      | Team Sky                       |
| 5ª                 | Rigoberto Urán     | Nairo Quintana                  | Fernando Gaviria              | Julian Alaphilippe                 | Egan Bernal                      | Team EF Education First-Drapac |
| 6ª                 | Dayer Quintana     | Egan Bernal                     | Fernando Gaviria              | Egan Bernal                        | Egan Bernal                      | Team Sky                       |
| Classifiche finali | Classifiche finali | Egan Bernal                     | Fernando Gaviria              | Egan Bernal                        | Egan Bernal                      | Team Sky                       |

## Classifiche finali

### Classifica generale - Maglia rosa
| Pos. | Corridore          | Squadra         | Tempo     |
| ---- | ------------------ | --------------- | --------- |
| 1    | Egan Bernal        | Sky             | 20h49'03" |
| 2    | Nairo Quintana     | Movistar        | a 8"      |
| 3    | Rigoberto Urán     | Educ. First     | a 11"     |
| 4    | Sergio Henao       | Sky             | a 12"     |
| 5    | Daniel Martínez    | Educ. First     | a 43"     |
| 6    | Iván Sosa          | Androni         | a 45"     |
| 7    | Julian Alaphilippe | Quick-Step      | a 50"     |
| 8    | Aristóbulo Cala    | Bicicletas Str. | a 1'10"   |
| 9    | Danny Osorio       | Orgullo Paisa   | a 1'12"   |
| 10   | Jhonatan Narváez   | Quick-Step      | a 1'18"   |

### Classifica a punti - Maglia blu
| Pos. | Corridore        | Squadra     | Punti |
| ---- | ---------------- | ----------- | ----- |
| 1    | Fernando Gaviria | Quick-Step  | 59    |
| 2    | Juan Seb. Molano | Manzana     | 34    |
| 3    | Matteo Malucelli | Androni     | 32    |
| 4    | Rigoberto Urán   | Educ. First | 28    |
| 5    | Nairo Quintana   | Movistar    | 28    |

### Classifica scalatori - Maglia a pois
| Pos. | Corridore       | Squadra  | Punti |
| ---- | --------------- | -------- | ----- |
| 1    | Egan Bernal     | Sky      | 11    |
| 2    | Dayer Quintana  | Movistar | 10    |
| 3    | Sebastián Henao | Sky      | 6     |
| 4    | Nicolás Paredes | Medellín | 5     |
| 5    | Jordan Parra    | Manzana  | 4     |

### Classifica giovani - Maglia bianca
| Pos. | Corridore        | Squadra     | Tempo     |
| ---- | ---------------- | ----------- | --------- |
| 1    | Egan Bernal      | Sky         | 20h49'03" |
| 2    | Daniel Martínez  | Educ. First | a 43"     |
| 3    | Iván Sosa        | Androni     | a 45"     |
| 4    | Jhonatan Narváez | Quick-Step  | a 1'18"   |
| 5    | Hugh Carthy      | Educ. First | a 1'55"   |

### Classifica a squadre
| Pos. | Squadra                          | Tempo     |
| ---- | -------------------------------- | --------- |
| 1    | Team Sky                         | 62h29'43" |
| 2    | Team EF Education First-Drapac   | a 25"     |
| 3    | EPM                              | a 1'35"   |
| 4    | Movistar Team                    | a 2'38"   |
| 5    | Equipo Continental Orgullo Paisa | a 4'14"   |